# Fusarium succisae
Fusarium succisae är en svampart som beskrevs av J. Schröt. 1892. Fusarium succisae ingår i släktet Fusarium och familjen Nectriaceae.   Inga underarter finns listade i Catalogue of Life.